# دردار فرنسي
دردار فرنسي (الاسم العلمي: Ulmus gallica) هو نوع نباتي يتبع جنس الدردار من فصيلة الدردارية.